# Shkëlzen Maliqi
Shkëlzen Maliqi  (Orahovac, Kosovo, 26. listopada 1947.), kosovski albanski filozof, umjetnički kritičar, politički analitičar, intelektualac, borac za ljudska prava. 1990-ih se angažirao u politici. Suosnivač Socijaldemokratske stranke Kosova i njen prvi predsjednik od 1991. do 1993. godine. Držao vodeće položaje u organizacijama civilnog društva kao Kosovska fondacija civilnog društva (1995. – 2000.) i Kosovski helsinški odbor (1990. – 1997.).
Objavio je nekoliko knjiga o umjetnosti i politici na albanskom, engleskom, talijanskom, španjolskom i srpskom. Od početka 1980-ih je redovni suradnik svih većih medijskih kuća na Kosovu i bivšoj Jugoslaviji. Živi u Prištini i vodi Institut za humanističke studije "Gani Bobi" (Qendrën për Studime Humanistike "Gani Bobi").

## Vanjske poveznice
- Centar Gani Bobi   Arhivirana inačica izvorne stranice od 21. srpnja 2010. (Wayback Machine)
- Maliqijev esej u Ulemec  Arhivirana inačica izvorne stranice od 6. veljače 2008. (Wayback Machine)
- Maliqijev intervju za njemački "Keine linke Option"  Arhivirana inačica izvorne stranice od 30. rujna 2007. (Wayback Machine)
- Interview s Maliqijem - "A Fictitious Bridge"  Arhivirana inačica izvorne stranice od 22. lipnja 2008. (Wayback Machine)
- Maliqi - "The future of Kosovo"
- Interview za Radio Europa e Lire (na albanskom)  Arhivirana inačica izvorne stranice od 27. rujna 2007. (Wayback Machine)
- "Shkelzen Maliqi", upit na "Amazonu"
- "Shkelzen Maliqi", upit na "Google Knjige"
- "Shkelzen Maliqi", upit na "Google Scholar"